# Eduard Perrone
Eduard Perrone (geboren 1949), selten Edward Perrone geschrieben, ist ein 2019 suspendierter US-amerikanischer traditionalistischer römisch-katholischer Priester im Erzbistum Detroit. 2022 wurde er wegen sexueller Missbrauchs Minderjähriger kirchenrechtlich für schuldig befunden.

## Leben
Im Jahr 1998 nahm Perrone Ordensschwestern des Engelwerkes in der Pfarrei Assumption of the Blessed Virgin Mary (auch bekannt als Assumption Grotto, Himmelfahrtsgrotte) in Detroit auf, nachdem er dort als Pfarrer tätig geworden war. 2002 war Eduard Perrone Mitgründer des Hilfswerks Opus Bono Sacerdotii, das der Unterstützung missbrauchsverdächtiger und -überführter Priester diente. 2017 führten staatsanwaltliche Ermittlungen wegen Veruntreuung von Spendengeldern zum Rücktritt des gesamten Vorstandes des Hilfswerks, einschließlich Perrones. Das Erzbistum Detroit bat den Heiligen Stuhl um Überprüfung, ob Perrone, der die Gründung des Werkes motiviert hatte, sich selbst an Minderjährigen vergriffen habe. Die Kongregation für die Glaubenslehre autorisierte eine kirchenrechtliche Untersuchung der Vorwürfe.
Im Juli 2019 wurde Perrone nach Missbrauchsvorwürfen als Priester suspendiert. 2019 nannte ihn das Erzbistum in einer eine Liste von Priestern, die „glaubwürdig sexueller Übergriffe beschuldigt“ wurden. Perrone bestritt, Kinder sexuell missbraucht zu haben. Gleichwohl untersagte ihm das Erzbistum unter Beibehaltung der Unschuldsvermutung vorsorglich das Auftreten als Priester, das Tragen der Soutane und jegliche Ausübung kirchlicher Ämter. Die Leitung der Pfarrei wurde vorsorglich Monsignore Ronald Browne übertragen. Das Erzbistum unter Erzbischof Allen Vigneron rief Zeugen auf, den Bezirksstaatsanwalt von Michigan zwecks weiterer Untersuchungen zu kontaktieren. Dieser übernahm die strafrechtlichen Ermittlungen in allen sieben römisch-katholischen Diözesen Michigans. Perrone bestritt weiterhin die Vorwürfe.
Im Februar 2020 verklagten 20 Anhänger Perrones das Erzbistum Detroit auf Schadenersatz in Höhe von 20 Millionen US$, da der Verlust des Priesters bei ihnen „emotionalen Stress“ hervorgerufen habe. Nach Perrones vorläufiger Absetzung wurde dieser von einer weiteren Person der sexuellen Belästigung beschuldigt, was von ihm ebenfalls bestritten wurde. Im Jahr 2020 zog ein Zeuge seine Aussage gegen Perrone, ihn 40 Jahre zuvor  vergewaltigt zu haben, zurück; Perrone erhielt nach außergerichtlicher Einigung von der zuständigen Polizeiermittlerin eine Entschädigung in Höhe von 125.000 US$. In den übrigen Anklagepunkten der sexuellen Belästigung wurden die Ermittlungen fortgesetzt; gegen die Polizeibeamtin wurde keine Anklage erhoben. Das Erzbistum leitete den Fall kirchenrechtlich an den Vatikan weiter, die vorläufige Suspendierung Perrones wurde aufrechterhalten.
Im August 2020 verklagte Perrone einen vorgesetzten Priester, Monsignore Michael Bugarin, wegen angeblich falscher Beschuldigungen. Die Ermittlungen gegen Perrone wurden fortgesetzt. Im April 2021 verzichtete die Glaubenskongregation ohne Bewertung der Vorwürfe auf weitere Schritte in diesem Fall und verwies ihn an das Erzbistum zurück. Perrone blieb suspendiert, das Erzbistum Detroit leitete ein kanonisches Disziplinarverfahren gegen den Priester ein. Während des Prozesses behielt Perrone seine finanziellen Bezüge und sein Verteidigungsrecht. Die Erzdiözese Detroit behielt sich vor, erst nach Abschluss des Verfahrens öffentlich Stellung zu beziehen.
Nachdem Perrone kirchenrechtlich des sexuellen Missbrauchs Minderjähriger für schuldig befunden war, akzeptierte er im Februar 2022 das Urteil, bat seine Opfer öffentlich um Entschuldigung und zog sämtliche Berufungen sowie alle Zivilklagen gegen seine Kritiker zurück.